# كوجي اساتو
كوجي اساتو (باليابانية: 安里 光司) (14 أكتوبر 1987 في أوكيناوا في اليابان – )؛ هو لاعب كرة قدم سابق كان يلعب كلاعب وسط.

## وصلات خارجية
- كوجي اساتو على موقع عالم كرة القدم.نت (الإنجليزية)